# 圣地亚哥-迪苏巴里法纳
圣地亚哥-迪苏巴里法纳是葡萄牙波尔图区的一个堂区。总面积1.75平方公里，总人口1050人，人口密度600人/平方公里。